# Čchü Čchiou-paj
Čchü Čchiou-paj (čínsky pchin-jinem Qū Qiūbái, znaky 瞿秋白; 29. ledna 1899 – 18. června 1935) byl čínský komunistický revolucionář, prozaik, básník, publicista, překladatel a literární kritik; jeden z prvních předních představitelů Komunistické strany Číny, člen jejího politbyra, v letech 1927–1928 stál v čele Komunistické strany Číny. Roku 1935 byl zatčen a popraven kuomintangskými úřady.

## Život
Čchü Čchiou-paj se narodil roku 1899 v okrese Jang-chu (dnes v Čchang-čou) v provincii Ťiang-su. Čchiou-pajův otec Čchiou Ši-wej pocházel z kdysi bohaté rodiny, která v době Čchiouova narození zchudla. Z pěti bratrů a jedné sestry byl Čchiou-paj nejstarší. Kvůli finančním potížím byla rodina nucena žít v domě Čchiou-pajova strýce v péči příbuzných. Plat, který Qiuův otec dostával jako učitel, nestačil na zajištění početné rodiny. Situaci rodiny později ještě zhoršila závislost hlavy rodiny na opiu. V roce 1915 spáchala Čchiou-pajova matka pod tlakem rodinných dluhů sebevraždu.
V roce 1916 odjel Čchü Čchiou-paj s podporou příbuzných studovat do Chan-kchou, kde se zapsal na jazykovou školu a studoval angličtinu. Na jaře 1917 odcestoval do Pekingu v naději, že najde práci ve státní správě, ale neuspěl u vstupních zkoušek. Protože neměl dostatek prostředků na pokračování ve studiu na některé z univerzit v hlavním městě, zapsal se Čchiou na nově založenou ruskou jazykovou školu při čínském ministerstvu zahraničí, která školné nepožadovala. Škola mu poskytla stipendium a zaručila další zaměstnání. Absolvoval ji v roce 1919 a zůstal na ní jako učitel. V této době se účastnil hnutí 4. května a také činnosti Společnosti pro studium marxismu, kterou založil Li Ta-čao, pracoval jako novinář.
V roce 1920 Čchü Čchiou-paj odjel jako zvláštní zpravodaj pekingských novin Čchen-pao (Úsvit Číny) a šanghajského deníku Š’-š’ sin-pao (Zprávy dneška) do Moskvy. Byl jedním z prvních čínských novinářů, kteří informovali čínskou veřejnost o životě v sovětském Rusku. Později o svém pobytu v Rusku napsal knihy Cestovní zápisky o novém Rusku a Dojmy z rudé metropole. Roku 1922 v Rusku vstoupil do Komunistické strany Číny.
V roce 1923 se na pozvání prvního vůdce KS Číny Čchen Tu-sioua vrátil do Číny, aby vedl propagandistickou práci KS Číny, pracoval jako redaktor v několika revolučních časopisech. V létě 1923 byl jmenován děkanem katedry sociologie Šanghajské univerzity. V roce 1924, v důsledku transformace Kuomintangu a jeho prvního všečínského sjezdu, se Čchiou stal kandidátem na člena výkonného výboru Kuomintangu a podílel se na vytvoření spojenectví mezi Kuomintangem a komunisty.
Na IV. sjezdu v lednu 1925 byl zvolen jedním z desíti členů ústředního výkonného výboru i do užšího pětičlenného ústředního byra (do května 1925). Členem ústředního výboru byl zvolen i na V. sjezdu v dubnu–květnu 1927 (ÚV měl už 31 členů a 14 kandidátů) a stal se i členem politbyra. Po roztržce s Kuomintangem vedl přípravu masových akcí, shromáždění, stávek. Vrcholem této činnosti bylo Kantonské povstání v roce 1927. Postavil se proti dosavadnímu vůdci strany Čchen Tu-siouovi a v srpnu 1927 stanul v čele nového prozatímního politbyra a převzal vedení strany.
V dubnu 1928 odjel jako vedoucí delegace KS Číny do Moskvy, kde strávil dva roky. Na VI. sjezdu, který proběhl nedaleko Moskvy v červnu–červenci 1928 byl znovuzvolen do politbyra, po kritice jeho „levého oportunismu“ vypadl z užšího vedení strany. Během let 1928–1930 se aktivně se podílel na činnosti Kominterny, účastnil se VI. kongresu Kominterny (který probíhal současně se VI. sjezdem KS Číny), vedl delegaci KS Číny ve výkonném výboru Kominterny, stal se členem jeho předsednictva.
Zatím v Číně vedli stranu generální tajemník Siang Čung-fa, Čou En-laj a Li Li-san. na jaře 1930 kvůli rozporům s Li Li-sanem odjel Čou do Moskvy. V srpnu 1930 se Čchü Čchiou-paj a Čou En-laj vrátil do Číny a na zasedání ústředního výboru v září 1930 jménem Kominterny zkritizovali chyby příliš radikálního Li Li-sana a převzali vedení strany. Koncem roku byl Li Li-san odvolán do Moskvy a v lednu 1931 reorganizováno politbyro, ze kterého byl mimo jiné odvolán i Čchü Čchiou-paj.
Poté se Čchü Čchiou-paj věnoval spisovatelské činnosti a pracoval jako překladatel v Šanghaji. Spolu s Mao Tunem a Lu Sünem vedl hnutí osobností levicové kultury. Významně přispěl k popularizaci ruské klasické a sovětské literatury v Číně, psal popularizační články a knihy o ruské literatuře, přeložil díla mnoha ruských spisovatelů, ale i klasiků marxismu (Karla Marxe, Friedricha Engelse a Lenina). Je jedním z autorů rané verze čínské latinizované abecedy. Jeho překlad „Internacionály“ se dodnes používá jako hymna KS Číny.
V roce 1934 vrcholil konflikt s Kuomintangem a pro Čchüa bylo stále nebezpečnější zůstávat v Šanghaji. V únoru 1934 proto přešel do centrální sovětské oblasti v provincii Ťiang-si. Ve vládě tamní Čínské sovětské republiky vykonával funkci lidového komisaře (tj. ministra)vzdělání (kterým byl zvolen už v listopadu 1931).
Na podzim 1934 byla sovětská oblast v Ťiang-si pod tlakem kuomintangských armád už neudržitelná a většina komunistických vojsk s většinou vedení strany odešla na Dlouhý pochod. Čchü Čchiou-paj nebyl v dobrém zdravotním stavu, zůstal proto v Ťiang-si a účastnil se partyzánského hnutí. Dne 25. února 1935 byl na cestě do Hongkongu zatčen kuomintangskými úřady v Čchang-ťingu. Navzdory mučení a ponižování se nevzdal svých politických názorů. Dne 18. června 1935 byl popraven.
Po smrti byl Čchiou zařazen mezi hrdiny čínského komunistického hnutí. V roce 1955 byl jeho popel znovu pohřben na Papaošanském revolučním hřbitově v Pekingu. Během kulturní revoluce byl jeho takzvaný „levicový pučismus“ ostře kritizován. V říjnu 1980 byl zvláštním rozhodnutím ústředního výboru KS Číny plně rehabilitován. Je na oficiálním seznamu „Sta největších osobností nové Číny“ vypracovaném čínskou vládou.